# Ithaca, New York
Ithaca je manjše mesto v ameriški zvezni državi New York, ki leži ob južnem robu jezera Cayuga, približno v sredini zvezne države. V Ithaci je sedež okrožja Tompkins, ki zajema širše mestno območje z nekaj manjšimi naselji. Po popisu iz leta 2000 ima Ithaca 29.287 prebivalcev, v širšem mestnem območju pa živi okrog 100.000 ljudi. Ime je dobilo po Itaki, grškem otoku v Jonskem morju.
Mesto je najbolj znano kot sedež Univerze Cornell, ene najuglednejših ameriških univerz s skoraj 20.000 študenti. Ob študentskem naselju in univerzitetnih poslopjih, ki zasedajo hrib vzhodno od mesta, je zraslo drugo mestno središče, poimenovano Collegetown. Poleg Univerze Cornell je v mestu tudi lokalni Kolidž v Ithaci (angleško Ithaca College), ki ga obiskuje dodatnih 6.300 študentov. Študentska populacija tako v veliki meri zaznamuje utrip mesta, ki velja za eno najbolj liberalnih naselij v državi.

## Geografija
Mesto leži na južnem delu ledeniške doline, ki jo je v pleistocenu razširilo delovanje ledenih plošč in napolnila voda jezera Cayuga. Ravnica, na kateri je zraslo, je nastala z odlaganjem naplavin in je novejšega geološkega izvora. Kasneje so bila pozidana tudi pobočja okoliških hribov, ki se dokaj strmo vzpenjajo na vseh straneh razen severne okrog Ithace. Z njih se v jezero skozi mesto stekajo potoki, ki so izdolbli slikovite soteske z mnogimi slapovi. Nanje se nanaša neuradni mestni slogan, »Ithaca is gorges« (v dobesednem prevodu »Ithaca je (so) soteske«, besedna igra, saj se izgovarja skoraj enako kot »Ithaca is gorgeous« - »Ithaca je čudovita«).
Podnebje območja je zmerno celinsko, z mrzlimi zimami in pogosto vročimi, soparnimi poletji. Zaradi vpliva jezera je pozimi v dolini občutno topleje kot na okoliških hribih, čeprav niso visoki. Zimsko vreme je kljub temu tako negostoljubno, da je lokalni turistični urad nekoč izvedel cinično oglaševalsko akcijo, ki je ljudem sporočala: »Tu je vreme absurdno neumno, pojdite raje na Florido.«

## Gospodarstvo
Gospodarstvo mesta temelji na izobraževanju in proizvodnji, sekundarno vlogo imajo visokotehnološka podjetja, kmetijstvo ter turizem. Univerza Cornell je daleč najpomembnejši gospodarski subjekt s skoraj 4 milijardami USD letnega proračuna, ki vzpodbuja tudi ostale sektorje gospodarstva (predvsem visokotehnološka podjetja). V mestu se je ohranilo nekaj tradicionalnih industrijskih obratov.
V središču mesta je razmeroma dobro ohranjena nakupovalna cona za pešce - t. i. Ithaca Commons z množico majhnih lokalov, starinarnic, butikov ipd. Druga taka cona, vendar ne zaprta za promet, je Collegetown na vzhodnem hribu nad Ithaco. Večji nakupovalni središči s trgovinami nacionalnih trgovskih verig se nahajata na severovzhodnem in na jugovzhodnem obrobju Ithace.

### Transport
Ithaca je oddaljena okrog 360 km od New Yorka, najbližji večji mesti sta Binghamton in Syracuse, oddaljeni približno uro vožnje. Posebnost mesta je, da leži razmeroma daleč od najbližje avtoceste iz omrežja Interstate. Lokalni in regionalni avtobusni prevoz v Ithaci ter okolici opravlja zasebno neprofitno podjetje Tompkins Consolidated Area Transit (okrajšano TCAT) v skupnem upravljanju Univerze Cornell, mesta Ithaca in okrožja Tompkins. 
Približno pet kilometrov stran od središča Ithace je regionalno letališče Ithaca-Tompkins z rednimi povezavami do New Yorka, Filadelfije, Newarka in Detroita. 

## Zgodovina
Ithaca je nastala na nekdanjem ozemlju staroselcev iz skupine ljudstev Irokezov, ki jih je s tega območja pregnala vojaška odprava Johna Sullivana. Zemljišča so razdelili vojakom kot nagrado za sodelovanje v osamosvojitveni vojni in leta 1790 so se tu naselile prve družine. Naselju je dal ime tajnik geodeta, ki je območje raziskal, po Itaki, domovanju junaka Odiseja (bil je navdušenec nad klasično evropsko zgodovino, kar izpričujejo tudi imena drugih bližnjih naselij Syracuse, Troy idr.).
Kraj je hitro poslal lokalno trgovsko središče in se leta 1821 odcepil od matičnega naselja Ulysses. Z izgradnjo železniške povezave skozi Ithaco v prvi polovici 19. stoletja so nastale ambicije da bi postala veliko in pomembno mesto. Vplivni industrialist Ezra Cornell je financiral izgradnjo prog do vseh pomembnejših okoliških naselij, a so bile zaradi težavnega hribovitega terena v okolici kasneje zgrajene pomembnejše regionalne povezave speljane mimo Ithace in kraj ni nikoli postal pomembno prometno središče. Kljub temu je kraj rasel in leta 1888 je dobil status mesta.
Kasnejši razvoj je šel predvsem na račun Univerze Cornell, ki jo je Ezra Cornell ustanovil leta 1865, in Kolidža v Ithaci, ki je bil ustanovljen kot glasbeni konservatorij leta 1892.